# Grant Heslov
Grant A. Heslov (Los Angeles, 15 de maio de 1963) é um ator, produtor, roteirista e diretor de cinema e televisão estadunidense.

## Biografia
Heslov nasceu em Los Angeles, Califórnia, em uma família judia, crescendo na região de Palos Verdes. Ele estudou na Palos Verdes High School e na Universidade do Sul da Califórnia com seu amigo, e futuro ator, Tate Donovan.
Heslov teve seu primeiro trabalho como ator profissional em 1982, atuando em um episódio da série Joanie Loves Chachi. Em seguida ele apareceria em várias séries de televisão como Family Ties, Happy Days, L.A. Law, thirtysomething, 21 Jump Street, Columbo, The Outer Limits, CSI: Crime Scene Investigation e The X-Files, além de filmes como True Lies, Congo, Dante's Peak, Enemy of the State, The Scorpion King e Good Night, and Good Luck.
Em 2003 ele estreou como produtor no filme Intolerable Cruelty. No mesmo ano Heslov produziu a série K Street. Em seguida ele foi produtor nas séries Unscripted e Memphis Beat, e nos filmes Good Night, and Good Luck, Leatherheads, The Men Who Stare at Goats (que ele também dirigiu), The American, The Ides of March e Argo.
Por Good Night, and Good Luck, Heslov foi indicado ao Oscar de Melhor Filme e Melhor Roteiro Original; por The Ides of March ele foi indicado na categoria de Melhor Roteiro Adaptado. Heslov venceu o Oscar de Melhor Filme e o BAFTA de Melhor Filme por Argo.